# (34636) 2000 VC39
2000 VC39 (asteroide 34636) é um asteroide da cintura principal. Possui uma excentricidade de 0.09600180 e uma inclinação de 14.85325º.
Este asteroide foi descoberto no dia 1 de novembro de 2000 por William Kwong Yu Yeung em Desert Beaver.